# Museo Ferroviario de Valença
El Núcleo Museológico de Valença del Museo Ferroviario, se localiza en la villa y ayuntamiento de Valença, en el distrito de Viana do Castelo, en Portugal.
Está instalado en la Estación de Valença, en la Línea del Miño, donde ocupa las instalaciones de la antigua estación de locomotoras.

## Colección
- Locomotora 23 (1875)
- Vagón ABC 6f 208 (1888)
- Salón de dirección Sf 5004 (1884/5)
- Salón de dirección Syf 1 (1888)
- Furgón Df 1 (1891)
- Cuadriciclo a pedal (década de 1930)